# Якубовський Олег Іванович
Оле́г Іва́нович Якубо́вський (8 серпня 1965, м. Миколаїв) — український колекціонер, реставратор, підприємець. Власник і директор «Музею Якубовських» у Києві. Брат художника Володимира Якубовського.

## Біографія
Олег Якубовський народився 1965 року в Миколаєві. 1987 року закінчив Миколаївський кораблебудівний інститут, вступив до аспірантури. 1991 року став реставрувати ікони в Києві. 1999 року вступив до аспірантури Інституту проблем енергозбереження.
Одружений зі скрипалькою Оксаною, має сімох дітей.